# 휘호 테트로더
휘호 마르틴 테트로더(네덜란드어: Hugo Martin Tetrode, 1895–1931)는 네덜란드의 이론물리학자이다. 통계역학과 양자역학에 공헌하였다.

## 생애
1895년 암스테르담에서 태어났다. 테트로더 가족은 부유하였으며, 아버지 피터르 요한 콘라트 테트로더(네덜란드어: Pieter Johan Conrad Tetrode)는 1919년~1934년 동안 네덜란드 은행(네덜란드어: De Nederlandsche Bank) 사장이었다.
1911년에 독일 라이프치히 대학교에 1년 동안 유학하여 수학과 물리학, 화학을 공부하였다. 1912년에 17세의 나이로 유명 저널 《물리학 연보》(독일어: Annalen der Physik 아날렌 데르 퓌지크[*])에 첫 논문을 출판하였다. 이 논문에서 테트로더는 이상 기체의 엔트로피에 대한 유명한 자쿠어-테트로더 엔트로피 공식을 유도하였다. (독일의 물리학자 오토 자쿠어(독일어: Otto Sackur) 또한 거의 동시에 이를 독자적으로 유도하였다.)
암스테르담에서 테트로더는 알베르트 아인슈타인 · 헨드릭 로런츠 · 파울 에렌페스트 등 당대의 유명 물리학자들과 서신을 교환하였고, 총 6편의 논문을 출판하였다. 그러나 테트로더는 타인과 직접 대면하는 것을 꺼렸다. 한때 알베르트 아인슈타인과 파울 에렌페스트가 테트로더의 자택을 방문하였는데, 테트로더의 하녀는 “주인님께서는 손님을 받지 못하십니다.”(네덜란드어: Meneer ontvangt niet.)라고만 하고 돌려보냈다고 한다.
테트로더는 35세의 나이에 결핵에 걸려 요절하였다.

## 논문 목록
테트로더는 17세~35세 동안 총 6편의 논문을 출판하였으며, 이는 다음과 같다.
- Tetrode, Hugo (1912). “Die chemische Konstante der Gase und das elementare Wirkungsquantum”. 《Annalen der Physik》 (독일어) 38: 434-442. doi:10.1002/andp.19123430708.. 오류 정정 “Berichtigung zu meiner Arbeit: „Die chemische Konstante der Gase und das elementare Wirkungsquantum”” (독일어) 344 (11). 1912: 255–256. doi:10.1002/andp.19123441112.
  - 《기체 상수와 작용의 양자》
- Tetrode, Hugo (1913). “Bemerkungen über den Energieinhalt einatomiger Gase und über die Quantentheorie für Flüssigkeiten”. 《Physikalische Zeitschrift》 (독일어) 14: 212-215.
  - 《단원자 기체의 에너지와 액체의 양자론》
- Tetrode, Hugo (1914). “Theoretical determination of the entropy constant of gases and liquids” (PDF). 《Proc. Sect. Sci. Koninklijke Nederlandse Akademie Wet. Ser. B》 (영어) 17: 1167-1184.
  - 《액체와 기체의 엔트로피의 이론적인 계산》
- Tetrode, Hugo (1922). “Über den Wirkungszusammenhang der Welt. Eine Erweiterung der Klassischen Dynamik”. 《Zeitschrift für Physik》 (독일어) 10: 317-328. doi:10.1007/BF01332574. ISSN 0044-3328.
  - 《우주의 배경 의존성에 대하여: 고전 역학의 확장》
- Tetrode, Hugo (1928). “Der Impuls-Energiesatz in der Diracschen Quantentheorie des Elektrons”. 《Zeitschrift für Physik》 (독일어) 49: 858-864. doi:10.1007/BF01328632. ISSN 0044-3328.
  - 《디랙의 양자 전기역학에서의 충격량-에너지 정리에 대하여》
- Tetrode, Hugo (1928). “Allgemein-relativistische Quantentheorie des Elektrons”. 《Zeitschrift für Physik》 (독일어) 50: 336-346. doi:10.1007/BF01347512. 
  - 《일반 상대성 이론적 양자 전기역학》

## 참고 문헌
- D. Dieks and W. J. Slooten, "Historic Papers in Physics – The Case of Hugo Martin Tetrode, 1895-1931", Czechoslovak Journal of Physics B 36, 39-42 (1986)
- (네덜란드어) Prof. H.B.G. Casimir, "Hugo Martin Tetrode, een vergeten genie". NRC Handelsblad, February 23, 1984 (Dutch)
- (네덜란드어) Prof. H.B.G. Casimir, "Hugo Tetrode (1895-1931); een geniale outsider". Mens en Kosmos, Meulenhoff 1983, pag. 180-189 (Dutch)